# Episodi di 4400 (seconda stagione)
La seconda stagione della serie televisiva 4400 è andata in onda negli Stati Uniti dal 5 giugno al 28 agosto 2005; in Italia è stata trasmessa dal 26 marzo 2006 al 23 aprile 2006 su Rai 2.
| nº | Titolo originale         | Titolo italiano                    | Prima TV USA   | Prima TV Italia |
| -- | ------------------------ | ---------------------------------- | -------------- | --------------- |
| 1  | Wake Up Call: Part 1 e 2 | Chiamata di risveglio: 1 e 2 parte | 5 giugno 2005  | 26 marzo 2006   |
| 2  | Wake Up Call: Part 1 e 2 | Chiamata di risveglio: 1 e 2 parte | 5 giugno 2005  | 26 marzo 2006   |
| 3  | Voices Carry             | Voci diffuse                       | 12 giugno 2005 | 2 aprile 2006   |
| 4  | Weight of the World      | Influenza del mondo                | 19 giugno 2005 | 2 aprile 2006   |
| 5  | Suffer the Children      | Sopportare i bambini               | 26 giugno 2005 | 9 aprile 2006   |
| 6  | As Fate Would Have It    | Quale destino gli spetta           | 10 luglio 2005 | 9 aprile 2006   |
| 7  | Life Interrupted         | Vita interrotta                    | 17 luglio 2005 | 16 aprile 2006  |
| 8  | Carrier                  | Il corriere                        | 24 luglio 2005 | 16 aprile 2006  |
| 9  | Rebirth                  | La rinascita                       | 31 luglio 2005 | 16 aprile 2006  |
| 10 | Hidden                   | Nascosto                           | 7 agosto 2005  | 23 aprile 2006  |
| 11 | Lockdown                 | Lock down                          | 14 agosto 2005 | 23 aprile 2006  |
| 12 | The Fifth Page           | La quinta pagina                   | 21 agosto 2005 | 23 aprile 2006  |
| 13 | Mommy's Bosses           | I capi di mamma                    | 28 agosto 2005 | 23 aprile 2006  |

## Chiamata di risveglio
- Titolo originale: Wake Up Call
- Diretto da: Leslie Libman
- Scritto da: Craig Sweeny e Ira Steven Behr

### Trama
Tom e Diana indagano su una misteriosa struttura di un ospedale psichiatrico...

## Voci diffuse
- Titolo originale: Voices Carry
- Diretto da: Vincent Misiano
- Scritto da: Lisa Melamed

### Trama
Uno dei ritornati dimostra di avere abilità telepatiche che però lo fanno diventare pazzo. Il governo gli fornisce dei psicofarmaci in cambio di fare da talpa al 4400 center. Ma il centro è contrario agli psicofarmaci.

## Influenza del mondo
- Titolo originale: Weight of the World
- Diretto da: Oz Scott
- Scritto da: Scott Peters

### Trama
Tom e Diana indagano su uno dei 4400, la cui abilità è quella di riuscire ad aumentare il metabolismo del corpo umano.

## Sopportare i bambini
- Titolo originale: Suffer the Children
- Diretto da: Vincent Misiano
- Scritto da: Frederick Rappaport

### Trama
Tom e Diana indagano su una dei 4400 accusata di abuso sui bambini.

## Quale destino gli spetta
- Titolo originale: As Fate Would Have It
- Diretto da: Nick Gomez
- Scritto da: Craig Sweeny

### Trama
Maia, una bambina facente parte dei 4400 capace di prevedere il futuro e adottata da Diana, prevede la morte di Jordan Collier. Morte che poi avviene.

## Vita interrotta
- Titolo originale: Life Interrupted
- Diretto da: Michael Watkins
- Scritto da: Ira Steven Behr

### Trama
Tom si ritrova in una dimensione parallela dove i 4400 non sono mai stati rapiti ed è sposato con una donna che in realtà fa parte dei 4400.

## Il corriere
- Titolo originale: Carrier
- Diretto da: Leslie Libman
- Scritto da:  Douglas Petrie

### Trama
Tom e Diana indagano su una dei 4400 portatrice di una malattia letale che contagia e uccide tutti quelli che stanno vicino a lei.

## La rinascita
- Titolo originale: Rebirth
- Diretto da: Milan Cheylov
- Scritto da: Lisa Melamed

### Trama
Tom e Diana indagano su uno dei 4400, un ginecologo di colore che guarisce con un potere i neonati. Il problema è che questo medico ha ucciso delle persone durante il genocidio in Ruanda nel 1994 e il Governo Ruandese chiede l'estradizione per giustiziarlo...

## Nascosto
- Titolo originale: Hidden
- Diretto da: Vincent Misiano
- Scritto da: Frederick Rappaport

### Trama
Tom scopre che suo figlio Kyle durante uno dei suoi stati di incoscienza ha ucciso Jordan e cerca di nascondere le prove...

## Lock down
- Titolo originale: Lockdown
- Diretto da: Douglas Petrie
- Scritto da: Douglas Petrie

### Trama
Uno dei 4400 lancia un attacco terroristico all'interno del NTAC...

## La quinta pagina
- Titolo originale: The Fifth Page
- Diretto da: Scott Peters
- Scritto da: Ira Steven Behr e Craig Sweeny

### Trama
Tutti i 4400 si ammalano di una malattia sconosciuta. Uno degli effetti della loro malattia è la perdita dei poteri...

## I capi di mamma
- Titolo originale: Mommy's Bosses
- Diretto da: John Behring
- Scritto da: Ira Steven Behr e Craig Sweeny

### Trama
Si scopre che a causare la malattia è l'inibitore della promicina, la sostanza che dà i poteri ai 4400. Questo inibitore fu somministrato ai 4400 durante i controlli medici affinché perdessero i poteri ma ha causato come effetto collaterale una malattia mortale. Per fortuna si riesce a trovare l'antidoto e alla fine dell'episodio Kyle si costituisce alla polizia e Isabelle da neonata si trasforma in adulta. Ma Jordan Collier... è veramente morto?